# Wilhelm Brandes (Bankier)

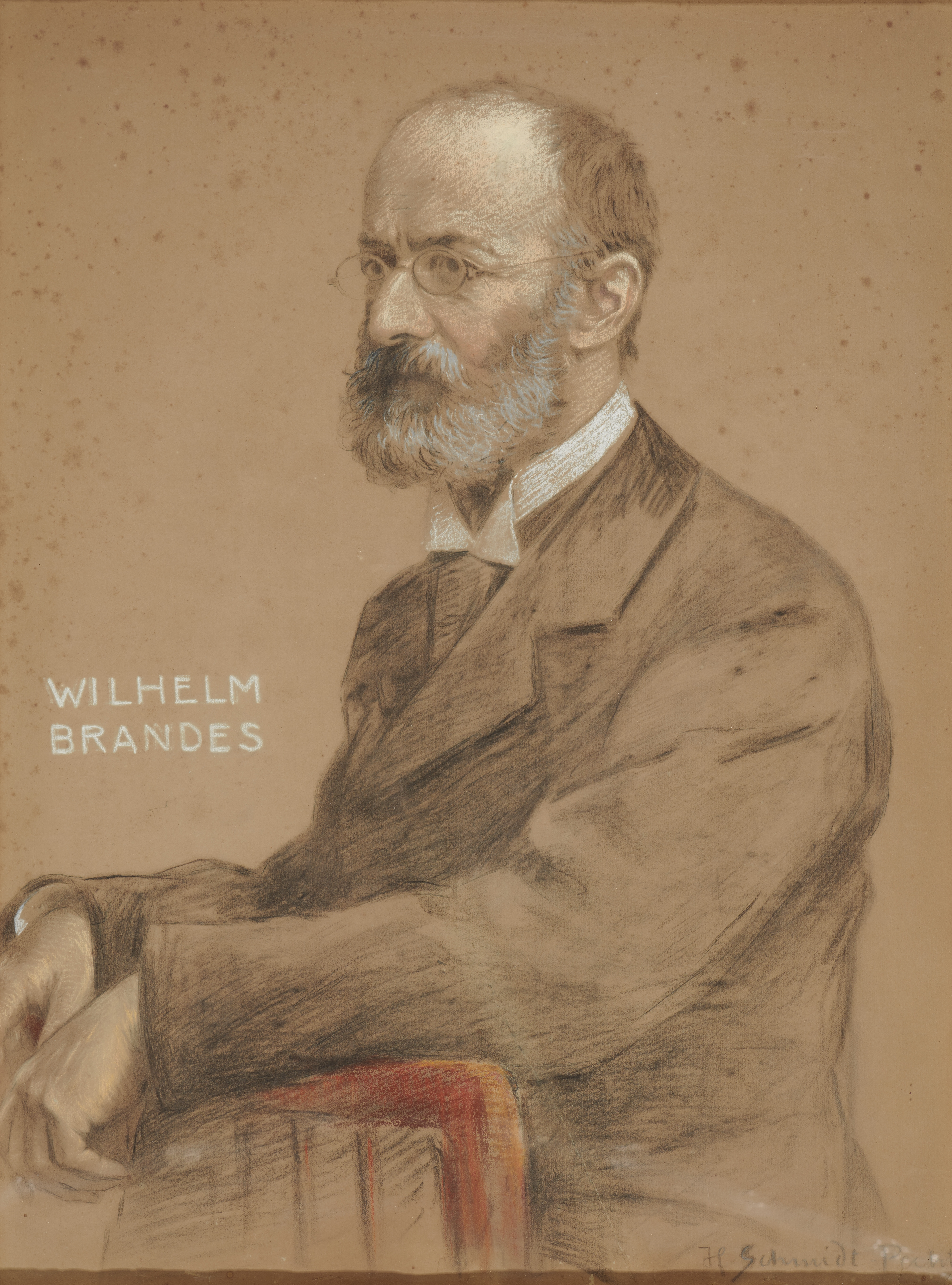
Heinrich Schmidt-Pecht: Porträt Wilhelm Brandes. Kohle und farbige Kreiden, 71 × 53 cm, Städtische Wessenberg-Galerie Konstanz

Wilhelm Brandes (* 7. August 1839 in Kopenhagen; † 11. Februar 1907 in Konstanz) war ein aus Dänemark stammender Bankdirektor, Privatier, sozialer Wohltäter und Kunstsammler.

## Leben
Wilhelm Brandes wurde als Sohn des Feder- und Füllhaarfabrikanten Jacob Brandes (* 1799; † 5. Dezember 1845 in Kopenhagen) und der Jüdin Rebecka Brandes, geb. Bendix (geb. 21. März 1807 in Kopenhagen; gest. 10. März 1861 ebenda), geboren. 1842 ging die Firma von Jacob Brandes in Konkurs; daher ist wahrscheinlich, dass er 1845 seiner Witwe und den beiden Kindern Wilhelm und Emma Rosalia (* 14. April 1843 in Kopenhagen; † 1891 in Graz) kein großes Erbe hinterließ.
Über den Werdegang von Wilhelm Brandes ist kaum etwas bekannt. Vor seiner Übersiedelung nach Konstanz 1876/1877, um den Direktorposten der örtlichen Filiale der Rheinischen Creditbank anzutreten, wohnte er in Mannheim. Sein Onkel mütterlicherseits, Emmanuel Bendix (* 7. April 1815 in Kopenhagen; † 1880), war ein etablierter Bankier in Berlin. Es ist möglich, dass Wilhelm Brandes seine Bank- und Wechslerausbildung bei ihm erhielt. Als Emmanuel Bendix 1880 starb, erbten seine zehn Neffen und Nichten jeweils 200.000 Kronen.
In Konstanz wohnte Wilhelm Brandes bis 1894 im Zumsteinschen Haus an der Seestraße, danach an der Oberen Laube. Ihn verband eine enge Freundschaft mit dem Maler und Leiter der Städtischen Wessenberg-Galerie Heinrich Schmidt-Pecht, der ihn mehrmals porträtierte. Brandes blieb unverheiratet und kinderlos. Er hatte eine Vorliebe für Reisen und sammelte leidenschaftlich Kunst. 1907 vermachte er der Stadt Konstanz seine Sammlung von Grafiken, Handzeichnungen, Gemälden, Fotografien und Stickereien.

## Sammlungen
Der Umfang der ersten Sammlung, die Wilhelm Brandes zusammentrug, ist nicht mehr rekonstruierbar. 1894 verreiste er über die Weihnachtstage und beauftragte seine Aufwartfrau, jeden Morgen im Zimmer, in dem er die Rembrandtradierungen und andere Kunstgegenstände aufbewahrte, kurz einzuheizen und erst hinauszugehen, wenn sie das Feuer gelöscht hatte. Am 26. Dezember 1894 vergaß die Aufwartsfrau, das Feuer zu löschen, und das Haus aus der Louis-seize-Zeit brannte vollständig herunter. Die Sammlung von Gemälden, Miniaturen, Handzeichnungen und Grafiken wurde zerstört. Nachdem die Versicherung den finanziellen Verlust ersetzt hatte, begann Brandes erneut zu sammeln.
In der zweiten Sammlung, die Brandes über zwölf Jahre hinweg aufbaute, konzentrierte er sich zunächst auf Handzeichnungen Alter Meister, später kamen auch Werke zeitgenössischer Künstler des späten 19. und frühen 20. Jahrhunderts hinzu. Brandes bevorzugte keine Epoche oder Schule, sondern sammelte offenbar nach eigenem Geschmack und Angebot des Kunstmarkts. Wichtige Lieferanten und Ratgeber waren die Kunsthandlungen Galerie H. G. Gutekunst in Stuttgart, C. G. Boerner in Leipzig, Amsler & Ruthardt in Berlin, de Vries in Amsterdam sowie weitere in Köln und München. Auch bei den Ausstellungen der Münchner Künstlergenossenschaft und denen der Münchner Secession von 1901 bis 1905 erwarb Brandes weitere Werke für seine Sammlung. Er pflegte Beziehungen zu Hermann Smidt, Arzt am Sanatorium Bellevue in Kreuzlingen und zeitweilig Mitglied im Vorstand des Konstanzer Kunstvereins, sowie dem Landgerichtsdirektor Carl Eller in Karlsruhe, die ihm Werke aus Privatbesitz vermittelten. Zwischen 1901 und 1906 erwarb Brandes außerdem über 50 Druckvorlagen für die Titelblätter der Zeitschrift Jugend. Teilweise kaufte er auch direkt bei den Künstlern, darunter Ludwig von Hofmann, Friedrich Kallmorgen, Friedrich August von Kaulbach, Walter Leistikow, Gustav Schönleber, Hans Richard von Volkmann, Wilhelm Volz und Ludwig Knaus.
Die Neuzugänge der Sammlung hielt Brandes in zwei großen Kladden fest, die er in Alte und Neue Meister teilte. Innerhalb der Kladden ordnete er alphabetisch nach den Namen der Künstler und vergab gleichzeitig jedem neuen Werk die nächste freie Nummer des Gesamtbestandes. Zusätzlich vermerkte er den Titel oder Gegenstand der Zeichnung, manchmal auch Technik, Signatur, Datierung, Besonderheiten wie Stempel oder kunsthistorische Erkenntnisse, Kaufpreis, Auktion und den Kunsthändler bzw. Verkäufer.  Einstige Zuschreibungen sind heute zum Teil nicht mehr haltbar, so z. B. Werke, die ehemals Albrecht Altdorfer, Hans Baldung Grien, Pieter Bruegel, Adam Elsheimer, Palma Giovane, Jacopo Pontormo, Jacob van Ruisdael, Tizian, Adriaen van de Velde und Martin de Vos zugeordnet wurden.
Bei den Alten Meistern heben sich drei Hauptsammelgebiete ab:
1. Niederländer und Italiener des 16. und 17. Jahrhunderts, darunter Hendrick Avercamp, Nicolaes Berchem, Gerrit Adriaensz Berckheyde, Jan de Bisschop, Hans Bol, Gerard Ter Borch, Jan Both, Pieter Bout, Salomon de Bray, Adriaen Brouwer, Aelbert Cuyp, Lambert Doomer, Gerard Dou, Karel Dujardin, Cornelis Dusart, Gerbrandt van den Eeckhout, Allaert van Everdingen, Barend Fabritius, Abraham Genoels, Johannes Glauber, Hendrick Goudt, Jan van Goyen, Meindert Hobbema, Jan van Huysum, Albert Jansz. Klomp, Jacob Koninck, Johan le Ducq, Jan Lievens, Adam Frans van der Meulen, Jan Miense Molenaer, Pieter de Molijn, Frederik de Moucheron, Isaac de Moucheron, Jan Harmensz. Muller, Caspar Netscher, Jan van Nickelen, Adriaen van Ostade, Rembrandt Harmensz. van Rijn, Daniel Constantijn van Renesse, Peter Paul Rubens, Cornelis Saftleven, Herman Saftleven, Pieter Cornelisz. van Slingeland, David Teniers, Lucas van Uden, Lodewijk de Vadder, Gerardus van Veen, Jan Verbeeck d. Ä., Cornelis Visscher sowie Federico Barocci, Fra Bartolommeo, Giambologna, Il Guercino, Il Pordenone und Giulio Romano,
2. Deutsche Künstler des 16. und 17. Jahrhunderts, darunter Albrecht Dürer, Johann Heinrich Roos und Johann Melchior Roos, ebenfalls einige zugeschriebene und ungesicherte Werke,
3. Französische Künstler des 17. und 18. Jahrhunderts, darunter Charles Le Brun, Ètienne Jeaurat, Nicolas Lancret, Claude Lorrain, Hyacinthe Rigaud und Antoine Watteau.

Daneben sind weitere Künstler aus dem 18. und 19. Jahrhundert vertreten: Francesco Bartolozzi, Gijsbertus Johannus van den Berg, Daniel Chodowiecki, Joseph Franz Freiherr von Goez, Jan Hulswit, Ferdinand Kobell, Hendrik Kobell, Karel La Fargue, Cornelis van Noorde, Johannes Huibert Prins, Andreas Schelfhout, Martinus Schouman, Jacob van Strij und Jan Verbruggen.
Circa 90 % der Blätter Neuer Meister stammen von deutschen, schweizerischen oder österreichischen Künstlern, doch auch Italiener und Niederländer finden sich in der Sammlung, was für ein vielseitiges Sammlerinteresse spricht. In der Sammlung sind vertreten: Julius Adam, Frans Althaus, Hermann Baisch, Hans von Bartels, Paul Baum, Max Bernuth, Carl von Blaas, Anton Braith, Ferdinand Brauer, Georg Heinrich Büttner, Walther Caspari, Hans Christiansen, Julius Diez, Ludwig Dill, Georg Ernest Dodge, Désiré Donny, Hans am Ende, Anselm Feuerbach, Friedrich Wilhelm IV. von Preußen, Hans Garnjobst, Friedrich Gauermann, Paul Gavarni, Eduard von Gebhardt, Walter Georgi, Anton Graff, Otto Greiner, Carlos Grethe, Eduard Grützner, Jean-Antoine Gudin, Hugo von Habermann, Max Hagen, Edmund Harburger, Karl Hartmann, Franz Hein, Hubert Herkomer, Paul Hey, Paul Hoecker, Charles Emile Jacque, Georg Jakobides, Angelo Jank, Leopold Graf von Kalckreuth, Stanislaus Graf von Kalckreuth, Wilhelm von Kaulbach, Paul Wilhelm Keller-Reutlingen, Max Klinger, Oswald Kresse, Peter Severin Kröyer, Sandor von Kubinyi, Sir Edwin Landseer, Arthur Langhammer, Charles-Lucien Leandre, Wilhelm Leibl, Franz von Lenbach, Maximilian Liebenwein, Ernst Liebermann, Max Liebermann, Ludwig von Löfftz, Fritz Mackensen, Hans Makart, Carl von Marr, Wilhelm Marstrand, Gabriel von Max, Ernest Meissonier, Adolph Menzel, Carl Theodor Meyer-Basel, Adolf Münzer, Michael Neher, Adolf Oberländer, Emil Orlik, Georgius van Os, Bernhard Pankok, August von Pettenkofen, Bruno Piglhein, Karl Theodor von Piloty, Walter Püttner, Heinrich Richard Reder, Franziska Reuss, Ludwig Richter, Paul Rieth, Théodor van Rysselberghe, Attilio Sacchetto, Adolf Schreyer, Moritz von Schwind, Carl Spitzweg, Karl Stauffer-Bern, Franz von Stuck, Pierre Tetar van Elven, Emil Thoma, Hans Thoma, Eduard Thöny, Jan Toorop, Otto Tragy, Constant Troyon, Otto Ubbelohde, Fritz von Uhde, Benjamin Vautier, Wouterus Verschuur, Friedrich Voltz, Friedrich Wahle, Robert Weise, Sion Longley Wenban, Josef Wenglein, Rudolf Wilke, Josef Willroider, Ludwig Willroider, Josef Rudolf Witzel, Josef Wopfner, Ernst Zimmermann, Heinrich von Zügel und Ludwig von Zumbusch sowie die unter 2. Genannten.

## Nachlass

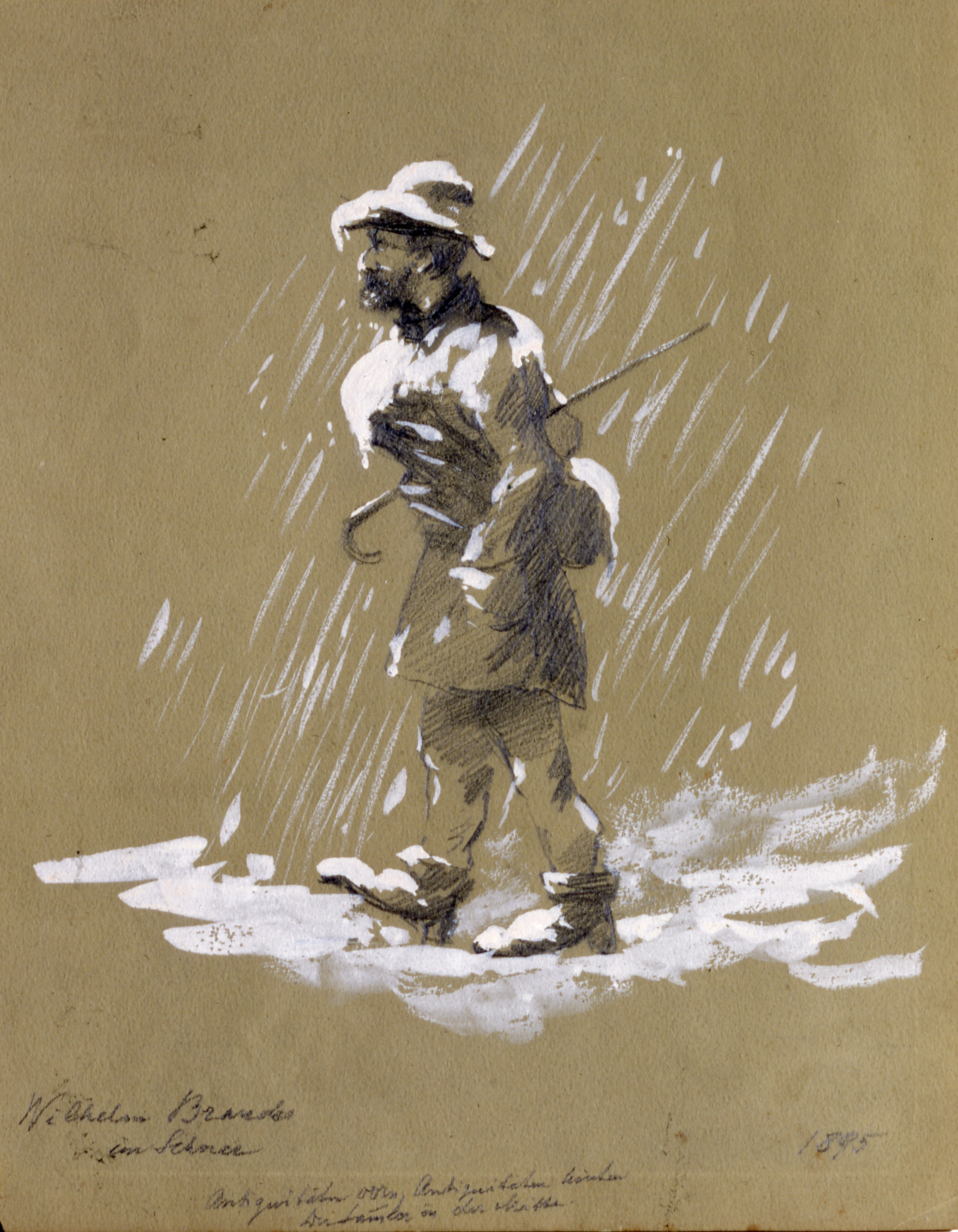
Heinrich Schmidt-Pecht: Wilhelm Brandes im Schnee. Bleistift und Deckweiß auf graugrünem Papier, 29,3 × 23,2 cm, Städtische Wessenberg-Galerie Konstanz

In seinem Testament stellte Wilhelm Brandes mehrere Bedingungen bezüglich des Umgangs mit seinem Nachlass. Für die Verwendung seines Barvermögens seitens der Stadt Konstanz legte er fest, dass das Geld zur Unterstützung von Kindern unbemittelter Eltern genutzt werden sollte. Dabei sollten bei der Verteilung keine Unterschiede bei der Konfession gemacht werden, außerdem durfte keine politische oder konfessionelle Partei bei der Verteilung ausschlaggebend wirken. Zum Ende des Jahres 1907 genehmigte das Badische Innenministerium in Karlsruhe die Einrichtung einer Brandes-Stiftung zur Unterstützung mittelloser Eltern, das Kapital der Stiftung betrug damals 120.000 Mark.
Für den Umgang mit der Sammlung, die zu diesem Zeitpunkt etwas mehr als 450 Grafiken sowie einige Gemälde, Stickereien und Fotografien umfasste, stellte Brandes in seinem Testament die Stadt Konstanz vor die Wahl: Entweder sollte eine Auktion über die Kunsthandlung H. G. Gutekunst in Stuttgart stattfinden, wobei der Erlös für wohltätige Zwecke genutzt werden sollte, oder eine Dauerausstellung durch die Stadt eingerichtet werden. In Brandes’ Vorstellung sollten die Werke in einem eigenen Raum unter Aufsicht ausgestellt werden und dabei dem interessierten Publikum zugänglich sein. Die Stadt entschied sich für den Verbleib der Sammlung und begann 1908/1909 mit dem Umbau des Wessenberghauses. Es wurden ein neuer Ausstellungssaal sowie ein Lesezimmer errichtet, ein bereits vorhandener Raum wurde mit mehreren Schränken und Pultschränken zur Aufbewahrung der Sammlung neu möbliert und fortan als „Brandes-Zimmer“ bezeichnet. Die Stickereien, die Brandes von seinen Reisen mitgebracht hatte, wurden wahrscheinlich in die Textilkollektion des Städtischen Rosgartenmuseums integriert. In den 1930er-Jahren wurden eine Zeichnung von Allart van Everdingen und ein weiteres niederländisches Blatt gegen eine Handzeichnung und ein Aquarell von Hans Thoma getauscht, der zu der Zeit auf dem Kunstmarkt äußerst beliebt war. Außerdem wurden die Möbelstücke im Brandes-Zimmer nach kurzer Zeit auch zur Lagerung anderer Werke genutzt, was zu einer baldigen Vermischung der verschiedenen städtischen Sammlungsteile führte.
Den testamentarischen Forderungen Brandes’ versuchte Michael Bringmann 2000 mit der Publikation eines Bestandskataloges nachzukommen. Eine Dauerausstellung der Brandes-Sammlung ist aus konservatorischen Gründen nicht möglich.
Die Brandes-Sammlung ist heute wichtiger Bestandteil der Sammlung der Städtischen Wessenberg-Galerie Konstanz.

## Ausstellungen
Öffentliche Ausstellungen der Brandes-Sammlung erfolgten 1908, 1951, 1952, 1962, 1974 und 2000. Der Südkurier-Redakteur Werner Schenkendorf fragte nach den öffentlichkeitswirksamen Ausstellungen von 1951 und 1952 das dänische Außenministerium nach Informationen über die Abstammung Brandes’. Die Königlich-Dänische Botschaft übermittelte seine Nachforschungsergebnisse über die Presseabteilung, allerdings ohne Quellenangaben.
Michael Bringmann beschäftigte sich ab 1983 mit der Sammlung und publizierte 2000 erstmals einen Bestandskatalog. Die Ausstellung „Von Rembrandt bis Menzel. Meisterwerke der Zeichenkunst aus der Sammlung Brandes“ war vom 25. November 2000 bis 28. Januar 2001 in der Städtischen Wessenberg-Galerie Konstanz zu sehen, anschließend vom 25. Februar bis 29. April 2001 im Kurpfälzischen Museum der Stadt Heidelberg sowie vom 18. Mai bis 9. Juli 2001 im Nordico Museum der Stadt Linz.
- 11. Oktober 2003 bis 11. Januar 2004: Meisterwerke der Zeichenkunst aus der Sammlung Wilhelm Brandes. Teil III: Zeichnungen des 19. Jahrhunderts. Städtische Wessenberg-Galerie Konstanz.[8]